# Skalierung (Marketing)
Es gibt folgende Skalierungsverfahren, die im Rahmen von Marketing Anwendung finden:
- komparative Verfahren: Verfahren, bei denen sich die Merkmalsausprägung für ein Objekt aus einem Vergleich mit einem oder mehreren anderen Objekten ergibt.
  - paarweise Vergleiche: Beurteilung von jeweils zwei von insgesamt n Objekten und Entscheidung für das Bevorzugte
  - Rangordnungsverfahren: Konfrontation der Probanden mit einer Reihe von Objekten, die es nach Präferenz zu ordnen gilt, woraus sich ordinal skalierte Präferenzdaten ohne Angabe der Distanz zwischen den jeweiligen Präferenzen ergeben
  - Konstantsummenverfahren: Verteilung einer konstanten Anzahl von Einheiten auf verschiedene Eigenschaften von Objekten bzw. auf verschiedene Objekte durch die Probanden
- nicht-komparative Skalierungsverfahren: Verfahren, bei dem die Bewertung des Objekts isoliert und nicht im Vergleich zu anderen Objekten erfolgt
  - kontinuierliche Ratingskalen: Bewertung auf einem Kontinuum zwischen zwei Extrempunkten (unüblich)
  - diskrete Ratingskalen: Bewertung auf einer Skala zwischen zwei Extrempunkten mit verschiedenen Bewertungsniveaus (Skalenpunkten)
    - Likertskalierung: Stellungnahme des Probanden zu bestimmten Fragen/Aussagen über eine bipolare Skala
    - Semantisches Differential: Verwendung von bipolaren Ratingskalen (adjektivische Gegensatzpaare) in Bezug auf bestimmte Objekteigenschaften
    - Stapelskalierung: Modifikation des Semantischen Differentials, bei welcher die Zustimmung der Probanden zu Adjektiven oder Aussagen separat entwickelt wird

## Quelle
- Christian Homburg, Harley Krohmer: Marketingmanagement: Strategie – Instrumente – Umsetzung – Unternehmensführung. Gabler Verlag, 3. Auflage, 2009[1]